# Oskar Minkowski
Oskar Minkowski (/mɪŋˈkɔːfski, -ˈkɒf-/;; alemany: [mɪŋˈkɔfski] 13 de gener de 1858 - 18 de juliol de 1931) va ser un metge i fisiòleg alemany que va exercir de professor a la Universitat de Breslau i és famós per les seves investigacions sobre diabetis. Era germà del matemàtic Hermann Minkowski i pare de l'astrofísic Rudolph Minkowski.

## Vida i carrera
Nascut a Aleksotas, d'origen jueu, però més tard convertit al cristianisme. Minkowski era fill de Rachel (nata Taubmann) i de Lewin Boruch Minkowski (1825–1884), un comerciant del primer gremi, que va subvencionar la construcció de la sinagoga coral de Kovno.

### Descobriment del paper del pàncrees en la diabetis
Minkowski va treballar amb Josef von Mering en l'estudi de la diabetis a la Universitat d'Estrasburg. El seu estudi emblemàtic el 1889 en gossos va induir la diabetis eliminant el pàncrees. Va ser Minkowski qui va realitzar l'operació i va establir el vincle crucial per reconèixer que els símptomes dels gossos tractats eren deguts a la diabetis. Així van ser capaços d’indicar que el pàncrees contenia reguladors per controlar el sucre a la sang ; també van proporcionar un model per a l'estudi de la diabetis. El seu treball va portar a altres metges i científics a seguir investigant sobre la relació del pàncrees amb la diabetis i, en última instància, va donar lloc al descobriment de la insulina com a tractament de la malaltia.
- Joseph von Mering, Oskar Minkowski: Diabetis mellitus nach Pankreasextirpation. Centralblatt für klinische Medicin, Leipzig, 1889, 10 (23): 393-394. Arxiu per a l'experimentació Patholgie und Pharmakologie, Leipzig, 1890, 26:37. Comença amb: Després de l'eliminació del pàncrees, els gossos tenen diabetis. Comença un temps després de l'operació i persistirà durant setmanes contínuament fins a la seva mort. . .

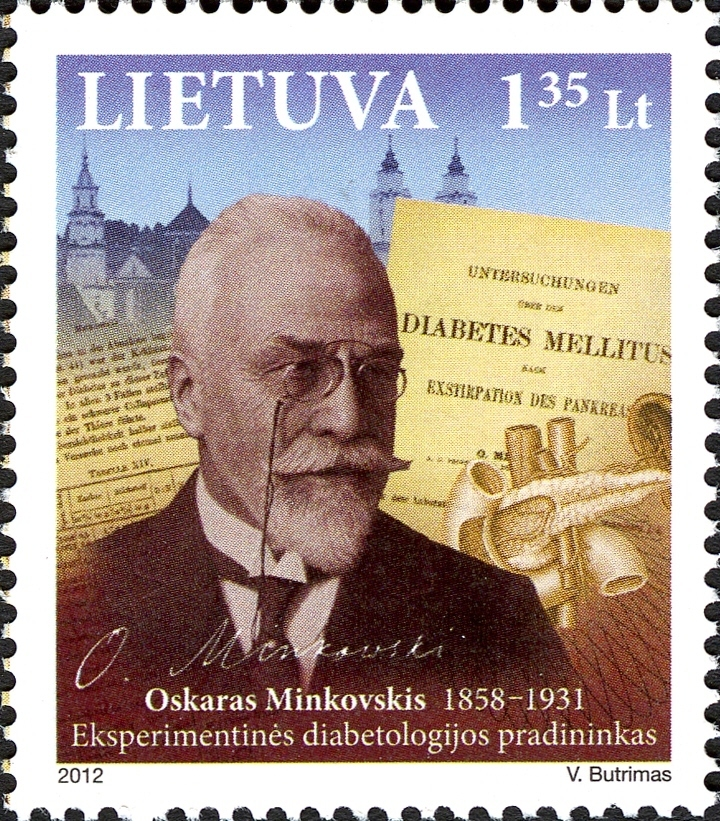
Minkowski en un segell lituà del 2012

## Premi Minkowski
En reconeixement del descobriment de Minkowski, l' Associació Europea per a l'Estudi de la Diabetis atorga anualment el Premi Minkowski al treball original destacat d'un investigador més jove en recerca sobre diabetis.